# Дървета на Валинор
В легендариума на Дж. Р. Р. Толкин, Телперион и Лаурелин са Двете дървета  (на английски: Two Trees of Valinor) на Валинор, създадени в Началото на времето от Явана и Ниена, за да заменят унищожените от Мелкор светилници Илуин и Олмар. Дърветата растели близо до входа на Валимар и осветявали Валинор и Елдамар. Светлината се усилвала и отслабвала на всеки дванайсет часа и по този начин се определяли деня и нощта през Епохата на дърветата. От светлината на двете дървета Феанор създава силмарилите.
 Внимание:  Текстът по-долу разкрива сюжета на произведението (или части от него)!

## Преди Двете дървета
Когато Валарите за пръв път пристигнали в новосъздадената земя – Арда, тя все още била безжизнена и без ясно изразени географски характеристики. Първоначалната форма на Арда, избрана от Валарите била доста симетрична, и представлявала диск със централен континент наречен Средната земя, заобиколен от море. Съвсем в началото, Средната земя била осветявана от съвсем бледа светлина. Валарите концентрирали тази светлина в две големи лампи, наречени Илуин (сребърната) и Ормал (златната). Ауле Творецът издигнал две огромни, подобни на стълбове, планини – Хелкар на север и Рингил на юг. Така лампата Илуин е била настроена срещу Хелкар, а Ормал срещу Рингил. В средата, където се смесвала светлината на лампите се намирал островът на Валарите – Алмарен на Голямото езеро.
Този период, известен като Пролетта на Арда, е било времето, когато Валарите сътворили света, както го виждали в общата мелодия и обитавали Алмарен, докато Мелкор се спотайвал отвъд Стените на Нощта. По това време се появяват първите живи създания и тревите, и горите започнали да растат. Мелкор се завръща в Арда, създавайки своята крепост Утумно (Удун) под Железните планини в далечния север. Пролетта на Арда приключва с нападението на Мелкор и унищожаването на Светилниците на Валарите, хвърляйки мрак над света. По това време били създадени новите континенти – Аман на запад, Средната земя в средата и необитаемите земи (по-късно наречени Земята на слънцето) на изток.

## Сътворяване на Двете дървета
Валарите се оттеглят във Валинор, за да направят своя дом на западния континент, и там една от Валиерите – Явана, възпява съществуването на Двете дървета, за да осигури нов източник на светлина. Сътворяването на двете дървета – Телперион и Лаурелин се смята за най-великото творение на Валарите. Явана създала първо Телперион – с тъмнозелени листа отгоре и сребристи отдолу, който разпръсквал сребристобяла светлина над Арда. След това създала и Лаурелин – със златисти листа и сияел със златиста светлина. Докато Телперион разпръсквал своята светлина, Лаурелин почивала (Леорелин е в женски род и се представя като партньор на Телперион(мъжки род)) и обратното. За кратко светлината от двете дървета се припокривала и това била най-прекрасната светлина в света на Арда. Дърветата се издигали на хълма Езелохар, извън Валимар, града на Валарите, напоявани от сълзите на Ниена. Цветовете на Телперион били бели, като черешов цвят и неговата сребриста роса се събирала като източник на вода и светлина. Варда използва росата, за да създаде звездите в небето, в подготовка за пристигането на елфите. Росата на Лаурелин се събирала от Варда, валиерата на светлината. Най-великият сред елфическите ковачи Феанор създава Силмарилите, в които улавя и съхранява светлината на Двете дървета. Първия цвят дал Телперион и с това започнало отброяването на времето.

## Унищожаване на Двете дървета
Двете дървета осветявали света в продължение на много хилядолетия (прибл. 10 500 земни години). Мелкор ненавиждал всичко сътворено от Валарите, а двете дървета били обект на особена завист и ненавист, защото Мелкор мразел светлината. Дълго кроил планове как да унищожи създаденото от валарите, а това нямало как да стане без чужда помощ. За да осъществи плана си и да нападне Валинор, Мелкор потърсил помощ от Унголиант, която също мразела светлината. Унголиант изтъкала около Мелкор мрежа от несветлина и мрак предхождал техните бързи стъпки към Валинор. Незабелязани от никого, Мелкор и Унголиант нахлули във Валинор,  унищожили двете дървета и избягали.

## След унищожаването на Двете дървета
След като научават какво се е случило Валарите се втурват да търсят Мелкор, а Явана и Ниена влагат цялата си сила в опит да излекуват Двете дървета. Въпреки силата им не успяват да ги върнат към живот, но Телперион успява да даде последен цвят, а Лаурелин дава последния си плод. С тях Валарите сътворяват два нови светилника – Луната (Телперион) и Слънцето (Лаурелин). Те са превърнати в летящи кораби, кръстосващи небето, и всеки се управлява от духове от същия пол като самите дървета – Тилион (мъж) и Ариен (жена). По тази причина във „Властелинът на пръстените“ Слънцето е наречено „тя“, а Луната „той“. Единствената истинска светлина на Дърветата сега била съхранена в трите Силмарила и единствено чрез тях биха могли да се върнат обратно към живот. Феанор – създателят на Силмарилите обаче отказъл да даде камъните, без да знае, че те вече са заграбени от Мелкор с което започва война, продължила хилядолетия.
Явана взема мъртва клонка от Телперион и с много усилия успява да създаде друго дърво. Това дърво, наречено Галатилион, е идентично с Телперион, с изключение на това, че не излъчва светлина. Издънки от него получават собствени имена и се засаждат на други места по света, например Келеборн, който расте на остров Тол Ересеа. През Втората епоха фиданка от Келеборн е донесен като подарък на хората, които живеят на остров Нуменор. Това е Нимлот, наричано още Бялото дърво на Нуменор. Когато Саурон бавно и сигурно поема контрола над острова, той убеждава крал Ар-Фаразон да го отсече. Елендил успява да спаси един от плодовете на Нимлот и го засажда по-късно в Минас Тирит, в Средната земя. По време на управлението на наместниците на Гондор, Бялото дърво на Гондор, потомък на Нимлот вече  е мъртво, макар да се разказва пророчество, че отново ще разцъфти, когато се завърне краля. При завръщането на прекия наследник на Елендил – Арагорн като крал на Гондор в края на Третата епоха, дървото не разцъфва, но Арагорн намира фиданка от него в снеговете на планината над града. Арагорн донася младата фиданка и я засажда в кралския двор на Минас Тирит, където тя расте и процъфтява.

## Родословие на двете дървета
| Телперион | Телперион | Телперион | Телперион | Телперион | Телперион |                        |  |  |  |  |  | Лаурелин | Лаурелин | Лаурелин | Лаурелин | Лаурелин | Лаурелин |
| Телперион | Телперион | Телперион | Телперион | Телперион | Телперион |                        |  |  |  |  |  | Лаурелин | Лаурелин | Лаурелин | Лаурелин | Лаурелин | Лаурелин |
|           |           |           |           |           |           |                        |  |  |  |  |  |          |          |          |          |          |          |
|           |           |           |           |           |           | Галатилион             |  |  |  |  |  |          |          |          |          |          |          |
|           |           |           |           |           |           |                        |  |  |  |  |  |          |          |          |          |          |          |
|           |           |           |           |           |           | Келеборн               |  |  |  |  |  |          |          |          |          |          |          |
|           |           |           |           |           |           |                        |  |  |  |  |  |          |          |          |          |          |          |
|           |           |           |           |           |           | Нимлот                 |  |  |  |  |  |          |          |          |          |          |          |
|           |           |           |           |           |           |                        |  |  |  |  |  |          |          |          |          |          |          |
|           |           |           |           |           |           | Бялото дърво на Гондор |  |  |  |  |  |          |          |          |          |          |          |

1. ↑  Силмарилион